# Pharaphodius posticus
Pharaphodius posticus är en skalbaggsart som beskrevs av Karl Henrik Boheman 1857. Pharaphodius posticus ingår i släktet Pharaphodius och familjen Aphodiidae. Inga underarter finns listade i Catalogue of Life.